# Konspirationen 1576
Konspirationen 1576 var en sammansvärjning i Sverige under år 1576. Dess centralfigur var prästen Mauritz Rasmusson (Mauricius Erasmi), som motsatte sig Johan III:s pro-katolska religiösa politik. Syftet var att befria Erik XIV och uppsätta honom, i andra hand Karl IX och i tredje hand Erik Gyllenstierna (död 1586) på tronen. Den tillhörde de tre största komplotterna för att befria Erik XIV som iscensattes under Johan III:s regeringstid vid sidan av Konspirationen 1569 och Mornays komplott. Den beräknas ha bidragit till Erik XIV:s död i fängelset 1577. 